# Konza
Konza – miasto w Kenii, w hrabstwie Machakos. W 2010 liczyło 2 195 mieszkańców.